# そんなに私が悪いのか!?
『そんなに私が悪いのか!?』（そんなにわたしがわるいのか）は、2000年10月16日から2001年9月10日までテレビ朝日系列局で放送されていた討論バラエティ番組である。テレビ朝日、古舘プロジェクト、イーストの共同制作。全39回。放送時間は毎週月曜 19:00 - 19:54 （日本標準時）。
古舘伊知郎が司会を務めていた番組で、彼が当時否定的に報道されていた人物を弁護する立場からコメンテーターたちと論戦を繰り広げていた。

## 出演者

### 司会
- 古舘伊知郎
- 中井美穂[1]

### コメンテーター
- 立川談志[2]
- おすぎ[3]
- 他に毎回ゲストコメンテーターが複数名参加。2001年1月15日放送分からは松村邦洋が断続的に出演していた[4]。また、専業主婦を非難する著書で話題になっていた石原里紗も繰り返し番組に出演していた[1]。

## スタッフ
- 企画・監修：秋元康
- 構成：村上信夫、青島利幸、坂本久美、小池正宏、山名宏和、横田雄紀、林田武郎（週替り）、山本宏章、倉本美津留（毎週）
- ナレーター：伊津野亮
- TP：森野憲俊
- TD：河西純
- VE：高瀬義美、高木稔（週替り）
- CAM：藤本伸一
- CA：米謙一
- AUD：本間祥吾
- LT：藤井梅雄
- 音響効果：小堀博孝
- 編集：佐藤英人
- MA：佐藤卓也
- TK：戸張有希子
- CG：美峰
- 美術プロデューサー：丸山覚
- 美術デザイン：高田太郎、西條実
- 美術制作：与田滋
- 装置：秋山雷太
- 操作：馬場幸三
- 特殊装置：山口貴史、佐藤正仁（週替り）
- 電飾：斉藤貴之、近藤明博（週替り）
- 特殊道具：白鳥保夫
- 装飾：田中耕二
- 衣裳：高野知子
- 持道具：貞中照美
- メイク：アートメイクトキ
- リサーチ：谷中友保、片山結加里（Y's project）、前田久美子（Cheerio）、一色真由子、井出貴美（オハナカンパニー）、前森かおる、穐原明美、黒澤美穂（K2メッシュ）、堀部総一（インフォブラント）、菊地美季（リキッドピクチャーズ）（週替り）
- 広報：坂内雅弘、豊島晶子（テレビ朝日）
- 技術協力：ニューテレス、FLT、メディアハウス、インターナショナルクリエイティブ、レモンスタジオ、麻布プラザ（毎週）、サウンドユニバース、TDKビデオセンター、プロセンスタジオ、日本VTR（週替り）
- 美術協力：アックス
- 制作協力：小林達雄、山崎秀明（フォーティーズ）、簾畑健治（日本テレワーク）、土屋務、藍澤早苗（ニックス）、熊野章（アイルムービー）（週替り）
- ディレクター：斎藤義明（フォーティーズ）、湯谷幸司、岩井啓之、朝川昭史、田中義朗（日本テレワーク）、柴田徹郎、千葉博文、杉本哲也（古舘プロジェクト）、佐久間大介、木村通利（イースト）、露木愛、大浦剛、荒外史、市川浩生、佐藤千春（ニックス）、鈴木香代（アイルムービー）（週替り）
- ブレーン：後藤和夫、山本喜浩、末木佐知（末木→2001年4月9日-）
- 演出：河合優（イースト）、河合希絵（イースト、ディレクターの回あり）
- プロデューサー：蓮実一隆（テレビ朝日）、梅本満、岩城信行（イースト）、佐藤孝（古舘プロジェクト）
- 企画協力：古舘プロジェクト
- 制作：テレビ朝日、イースト

## 取り上げたテーマの例
- 花田憲子
- 森首相
- お受験
- 三田佳子
- 田中康夫長野県知事の名刺を折り曲げた局長
- 倉木パパ
- 松田聖子
- 松浪健四郎
- デヴィ夫人
- 高橋尚子
- 美容整形
- ダイエット
- 専業主婦
- ミスコン
- 海外かぶれの日本人
- セーフゲート
- ほか

## ネット局
| 放送対象地域  | 放送局           | 系列           | 備考               |
| ------------- | ---------------- | -------------- | ------------------ |
| 関東広域圏    | テレビ朝日       | テレビ朝日系列 | 制作局             |
| 北海道        | 北海道テレビ     | テレビ朝日系列 |                    |
| 青森県        | 青森朝日放送     | テレビ朝日系列 |                    |
| 岩手県        | 岩手朝日テレビ   | テレビ朝日系列 |                    |
| 宮城県        | 東日本放送       | テレビ朝日系列 |                    |
| 秋田県        | 秋田朝日放送     | テレビ朝日系列 |                    |
| 山形県        | 山形テレビ       | テレビ朝日系列 |                    |
| 福島県        | 福島放送         | テレビ朝日系列 |                    |
| 新潟県        | 新潟テレビ21     | テレビ朝日系列 |                    |
| 長野県        | 長野朝日放送     | テレビ朝日系列 |                    |
| 静岡県        | 静岡朝日テレビ   | テレビ朝日系列 |                    |
| 石川県        | 北陸朝日放送     | テレビ朝日系列 |                    |
| 中京広域圏    | 名古屋テレビ     | テレビ朝日系列 |                    |
| 近畿広域圏    | 朝日放送         | テレビ朝日系列 | 現：朝日放送テレビ |
| 広島県        | 広島ホームテレビ | テレビ朝日系列 |                    |
| 山口県        | 山口朝日放送     | テレビ朝日系列 |                    |
| 香川県 岡山県 | 瀬戸内海放送     | テレビ朝日系列 |                    |
| 愛媛県        | 愛媛朝日テレビ   | テレビ朝日系列 |                    |
| 福岡県        | 九州朝日放送     | テレビ朝日系列 |                    |
| 長崎県        | 長崎文化放送     | テレビ朝日系列 |                    |
| 熊本県        | 熊本朝日放送     | テレビ朝日系列 |                    |
| 大分県        | 大分朝日放送     | テレビ朝日系列 |                    |
| 鹿児島県      | 鹿児島放送       | テレビ朝日系列 |                    |
| 沖縄県        | 琉球朝日放送     | テレビ朝日系列 |                    |